# Enrique Martín de Marcos
Enrique Martín de Marcos (Madrid, 2 de enero de 1954) es un ginecólogo y político español. Fue presidente del Partido Popular de Navarra desde 2012 hasta 2014.

## Biografía
Médico ginecólogo con plaza en el Hospital Reina Sofía de Tudela desde 1986. Fue director general de Salud del Gobierno de Navarra, aunque con la escisión de Unión del Pueblo Navarro y Partido Popular presentó su dimisión.
Posteriormente ha sido concejal y teniente de alcalde del Ayuntamiento de Tudela, además de miembro del Parlamento de Navarra.
Afiliado al Partido Popular de Navarra desde su refundación, ha sido miembro de su Comisión Constituyente, vicesecretario de Organización, miembro del Comité Ejecutivo y finalmente presidente, cargo del que dimitió aduciendo no sentirse respaldado por la ejecutiva nacional.